# Демократична Болгарія
Демократична Болгарія (болг. Демократична България, ДБ) — виборчий блок Болгарії, утворений трьома політичними партіями — Так, Болгарія!, Демократи за сильну Болгарію і Зелені, утворений 12 квітня 2018 року.